# Hana Hajnová
Hana Hajnová (* 18. července 1985 Dačice) je česká politička a manažerka, od roku 2022 (s přestávkou v roce 2024) místopředsedkyně Pirátů, v letech 2020 až 2024 zastupitelka a 1. náměstkyně hejtmana Kraje Vysočina, od roku 2018 zastupitelka města Telč.

## Život
V letech 1996 až 2004 absolvovala Gymnázium Otokara Březiny v Telči a následně v letech 2004 až 2010 vystudovala bakalářský obor evropská studia a sociologie a navazující magisterský obor evropská studia na Fakultě sociálních studií Masarykovy univerzity (získala titul Mgr.).
Pracovní kariéru začínala v letech 2007 a 2008 jako projektová asistentka na Masarykově univerzitě. V letech 2008 až 2019 pak pracovala v Jihomoravském inovačním centru (JIC) jako projektová manažerka, konzultantka a RIS3 executive assistant. V letech 2018 až 2020 působila jako vedoucí mediálního odboru Krajského sdružení Pirátů na Vysočině.
Hana Hajnová žije ve městě Telč na Jihlavsku, konkrétně v části Staré Město. Je vdaná, má dvě děti. Je nadšenou hráčkou kroketu, knihomolkou, nenapravitelnou fanynkou Christophera Nolana, dobrovolnicí a organizátorkou akcí všeho druhu.

## Politické působení
V komunálních volbách v roce 2014 kandidovala jako nestranička za Piráty na kandidátce uskupení „Společně pro Telč – Piráti a Zelení“ do Zastupitelstva města Telč, ale neuspěla. Následně v listopadu 2014 vstoupila do strany a ve volbách v roce 2018 byla zvolena za stejné uskupení zastupitelkou města. V komunálních volbách v roce 2022 kandidovala do zastupitelstva Telče ze 4. místa kandidátky koalice „Společně pro Telč – Piráti a Zelení“. Vlivem preferenčních hlasů však skončila druhá, a obhájila tak mandát zastupitelky města.
V krajských volbách v roce 2016 kandidovala za Piráty do Zastupitelstva Kraje Vysočina, ale neuspěla. Zvolena byla až ve volbách v roce 2020 jako lídryně kandidátky Pirátů. V polovině listopadu 2020 se stala navíc 1. náměstkyní hejtmana, a to pro oblast regionálního rozvoje, územního plánu a stavebního řádu, Fond Vysočiny a nestátní neziskové organizace.
Ve volbách do Poslanecké sněmovny PČR v roce 2017 kandidovala za Piráty v Kraji Vysočina, ale neuspěla. V lednu 2022 byla zvolena 2. místopředsedkyní Pirátů, ve funkci nahradila Vojtěcha Pikala. Funkci obhajovala v lednu 2024. Nebyla ovšem zvolena, ve funkci ji nahradila europoslankyně Markéta Gregorová. V listopadu 2024 se jí funkci 2. místopředsedkyně strany podařilo opět získat.
V září 2023 byla zvolena lídryní kandidátní listiny Pirátů v krajských volbách v roce 2024. Strana však ve volbách získala pouze 4,55 % hlasů a do zastupitelstva se vůbec nedostala. Mandát krajské zastupitelky se jí tak obhájit nepodařilo. Domovské místní sdružení Hany Hajnové bylo na konci roku 2024 zrušeno pro nedostatek členů 
Ve volbách do Poslanecké sněmovny PČR v roce 2025 kandiduje na 2. místě kandidátky Pirátů v Kraji Vysočina.